# ميل تاكر
ميل تاكر (بالإنجليزية: Mel Tucker)‏ هو لاعب كرة قدم أمريكية أمريكي، ولد في 4 يناير 1972 في كليفلاند في الولايات المتحدة.